# Новые левые (партия, Польша)
Новые левые (пол. Nowa Lewica) — польская новая левая социал-демократическая политическая партия. Основана в 2021 году членами бывших Союза демократических левых сил и леволиберальной партии «Весна». Входит в коалицию «Левые» вместе с Польской социалистической партией и Союзом труда.

## История
Союз демократических левых сил и Wiosna приняли решение объединиться в конце 2019 года после парламентских выборов.
9 ноября 2019 лидер Национальный совет СЛДС утвердил изменения в уставе партии, создающие правовую основу для объединения с другими политическими партиями.
14 декабря 2019 года было объявлено, что новообразования партия, созданная после объединения СЛДС и «Весны» получит название «Новые левые».
27 января 2020 была формально зарегистрирована партия «Новые левые», созданная путём переименования СЛДС.
11 июня 2021 прекратила свое существование партия «Весна» Роберта Бедроня и её члены присоединились к «Новым левым». 9 октября того же года состоялся объединительный съезд, на котором были избраны два сопредседателя: Влодзимеж Чажастый (от СЛДС) и Роберт Бедронь (от «Весны»).
14 декабря 2021 из фракции партии в парламенте покинули несколько депутатов Сейма и членов Сената, создавшие собственную депутатскую группу «Польская социалистическая партия».
В парламентских выборах 2023 года «Новые левые» принимали участие в составе коалиции «Левых». Партии в конечном итоге удалось получить 19 мест в Сейме и 5 в Сенате.

## Результаты выборов

### Парламентские
| Выборы в Национальное собрание |                    |           |      |           |      |          |       |                   |
| Год                            | Лидер              | Сейм      | Сейм | Сейм      | Сейм | Сенат    | Сенат | Прим.             |
| Год                            | Лидер              | Голоса    | %    | Места     | +/–  | Места    | +/–   | Прим.             |
| 2023                           | Влодзимеж Чажастый | 1 199 503 | 5,55 | 18 из 460 | 0    | 5 из 100 | 0     | Правящая коалиция |

### Местные
| Сеймик               | Год  | Голосов | %         | Мест    | +/– | Статус            |
| -------------------- | ---- | ------- | --------- | ------- | --- | ----------------- |
| Варминьско-Мазурский | 2024 | 31 238  | 6,50 (#5) | 0 из 30 | 0   | Нет мест          |
| Великопольский       | 2024 | 99 910  | 7,64 (#4) | 2 из 39 | 0   | Правящая коалиция |
| Западно-Поморский    | 2024 | 46 062  | 7,87 (#5) | 1 из 30 | 0   | Правящая коалиция |
| Куявско-Поморский    | 2024 | 49 465  | 6,86 (#4) | 0 из 30 | 0   | Нет мест          |
| Лодзинский           | 2024 | 60 947  | 6,35 (#4) | 1 из 33 | 0   | Правящая коалиция |
| Люблинский           | 2024 | 39 122  | 4,73 (#5) | 0 из 33 | 0   | Нет мест          |
| Любушский            | 2024 | 29 220  | 8,33 (#4) | 0 из 30 | 0   | Нет мест          |
| Мазовецкий           | 2024 | 157 178 | 6,94 (#4) | 1 из 51 | 0   | Оппозиция         |
| Малопольский         | 2024 | 62 755  | 4,74 (#5) | 0 из 39 | 0   | Нет мест          |
| Нижнесилезский       | 2024 | 73 567  | 7,05 (#5) | 0 из 36 | 0   | Нет мест          |
| Опольский            | 2024 | 11 947  | 3,63 (#6) | 0 из 30 | 0   | Нет мест          |
| Подкарпатский        | 2024 | 31 829  | 3,82 (#5) | 0 из 33 | 0   | Нет мест          |
| Подляский            | 2024 | 15 321  | 3,43 (#5) | 0 из 30 | 0   | Нет мест          |
| Поморский            | 2024 | 53 414  | 6,25 (#5) | 0 из 33 | 0   | Нет мест          |
| Свентокшиский        | 2024 | 20 615  | 4,08 (#5) | 0 из 30 | 0   | Нет мест          |
| Силезский            | 2024 | 128 840 | 8,22 (#4) | 2 из 45 | 0   | Правящая коалиция |